# Balichak
Balichak è una suddivisione dell'India, classificata come census town, di 12.206 abitanti, situata nel distretto di Midnapore Est, nello stato federato del Bengala Occidentale. In base al numero di abitanti la città rientra nella classe IV (da 10.000 a 19.999 persone).

## Geografia fisica
La città è situata a 22° 22' 0 N e 87° 32' 60 E e ha un'altitudine di 12 m s.l.m..

## Società

### Evoluzione demografica
Al censimento del 2001 la popolazione di Balichak assommava a 12.206 persone, delle quali 6.092 maschi e 6.114 femmine. I bambini di età inferiore o uguale ai sei anni assommavano a 1.360, dei quali 660 maschi e 700 femmine. Infine, coloro che erano in grado di saper almeno leggere e scrivere erano 8.723, dei quali 4.791 maschi e 3.932 femmine.